# Pindoba
Pindoba är en kommun i Brasilien.   Den ligger i delstaten Alagoas, i den östra delen av landet, 1 400 km nordost om huvudstaden Brasília. Antalet invånare är 2 866.
Omgivningarna runt Pindoba är huvudsakligen savann. Runt Pindoba är det ganska tätbefolkat, med 78 invånare per kvadratkilometer.